# Сант'Апјано (Фиренца)
Сант'Апјано је насеље у Италији у округу Фиренца, региону Тоскана.
Према процени из 2011. у насељу је живело 82 становника. Насеље се налази на надморској висини од 269 м.